# Os Serranos (banda)
Os Serranos é um tradicional conjunto musical gaúcho, criado em 20 de setembro de 1968 em Bom Jesus, cidade localizada na serra do Rio Grande do Sul, no CTG Presilha do Rio Grande.

## História
No início dos anos 1960, Edson Dutra e Frutuoso Araújo formaram uma dupla de acordeonistas. Atendendo a pedidos de contratantes, passaram a integrar outros instrumentistas, dando origem aos Serranos. O nome veio da origem de Dutra e Araújo, a Serra Gaúcha. Gravaram o primeiro compacto duplo em 1969, pela gravadora Copacabana. O segundo disco, um LP, foi lançado três anos depois, e chamou-se Nostalgia Gaúcha.
O grupo venceu duas vezes a Califórnia da Canção Nativa, maior premiação da música gaúcha, mas pouco comum para conjuntos de baile: em 1980, com Veterano (Antônio Augusto Ferreira/Ewerton Ferreira), interpretada por Leopoldo Rassier, e em 1982, com Tertúlia (Jader Morecy Teixeira).
Os Serranos fazem espetáculos e tocam em bailes pelo Brasil e também se apresentaram em cidades de países do Mercosul. Em dezembro de 2003, o conjunto realizou a primeia turnê pelos Estados Unidos, se apresentando em Miami, Newark  e Boston.
Desde 2004, Os Serranos produzem e apresentam um programa semanal de rádio, chamado Encontro com os Serranos, veiculado por mais de 110 emissoras no sul do país, Mato Grosso do Sul, Mato Grosso e no Paraguai. Lançaram dois DVDs: Os Serranos - Ao Vivo na Expointer e o Os Serranos 40 anos - Sempre Gaúchos! (2009).
Em 2017, gravou os DVDs Conhecendo o Rio Grande - Instrumental e Jeito de Galpão. No primeiro há músicas instrumentais gravadas em cidades do Rio Grande do Sul mostrando a cultura de cada cidade. Já o segundo resgata sucessos mais antigos e os sucessos mais recentes do grupo, tais como Rodeio do Peito, Pra Escutar Minhas Vaneiras lá Fora e Batendo Casco.
Na segunda metade de 2022, Everton Dutra, o Toco, se afastou das funções de baixista, violonista e vocalista após décadas levando a frente o grupo junto ao irmão Edson Dutra. Com isso, Jeferson Braz, o Madruga, assumiu como baixista e cantor.

## Integrantes atuais
- Edson Dutra - acordeon e voz solo, fundador, integra o conjunto desde 1968.
- Jeferson Braz (Madruga) - baixo e voz solo, integra o conjunto desde 2012.
- Paulo Feijó - voz solo e baixo, integra o conjunto desde 2019.
- Juliano Santos - bateria, integra o conjunto desde 2019.
- Estevão Guedes - acordeon e voz solo, integra o conjunto desde 2020.
- Ederson Mello - guitarra e vocal, integra o conjunto desde 2021.
- Renan Rousado - acordeon, integra o conjunto desde 2023.

## Ex-Integrantes
Cantores
- José Cláudio Machado (voz solo)
- Walter Jeger Júnior "Kiko" (voz solo, violão e vocal)
- Luiz Cláudio (voz solo)
- Walther Morais (voz solo, vocal e violão)
- Rodrigo Munari (voz solo, vocal e baixo eventual)
- Joca Martins (voz solo)
- Anderson Ribeiro "Tanaka" (voz solo, vocal, violão e baixo eventual)
Gaiteiros
- Frutuoso Araújo (acordeon, voz solo e vocal)
- Daniel Hack (acordeon e vocal)
- Alan Moreira (acordeon, voz solo e vocal)
- William Hengen (acordeon, voz solo e vocal)
- Rodrigo Fogaça (gaita-ponto)
- Volmir Dutra (gaita-botoneira)

## Discografia
- 1969 - Minha Querência - Compacto Duplo
- 1970 - Nostalgia Gaúcha
- 1974 - Som Crioulo
- 1975 - Rio Grande Nativo
- 1977 - Baita Macho
- 1980 - Rio Grande Tchê!
- 1982 - Capão de Mato
- 1983 - Ao Estilo dos Serranos
- 1985 - Outras Andanças
- 1986 - Isto é... Os Serranos - DISCO DE OURO
- 1988 - Bandeira dos Fortes - DISCO DE OURO
- 1989 - 20 Anos de Luta e Glória
- 1990 - Estampa
- 1993 - Marca de Talento
- 1994 - 25 Anos de Música Para o Brasil
- 1995 - Tradicionalista
- 1996 - Mercosul de Canções
- 1998 - Criado em Galpão
- 1999 - Os Serranos Interpretam Sucessos Gaúchos - Vol. 1 - DISCO DE OURO
- 2000 - De Bem Com a Vida
- 2002 - Vanera, Vanera
- 2003 - Os Serranos Interpretam Sucessos Gaúchos - Vol. 2
- 2004 - Serrano, Sim Senhor
- 2007 - Os Serranos - Ao Vivo na Expointer - DVD
- 2008 - Nação Serrana
- 2009 - Os Serranos 40 Anos - Sempre Gaúchos! - DVD
- 2010 - Campeiro Feliz
- 2013 - Os Serranos Interpretam Sucessos Gaúchos - Vol. 3
- 2015 - Inverno Serrano
- 2017 - Jeito de Galpão - Ao Vivo - DVD
- 2017 - Conhecendo o Rio Grande - DVD
- 2020 - Renasce o Rio Grande - CD Duplo
- 2024 - 55 Anos - Ao Vivo - DVD

## Prêmios e indicações

### Grammy Latino
| Ano  | Categoria                                                | Indicação                                            | Resultado |
| ---- | -------------------------------------------------------- | ---------------------------------------------------- | --------- |
| 2009 | Melhor Álbum de Música Regional ou de Raizes Brasileiras | Os Serranos - 40 anos de História, Música e Tradição | Indicado  |
| 2013 | Melhor Álbum de Música Regional ou de Raizes Brasileiras | Os Serranos Interpretam Sucessos Gaúchos Vol. 3      | Indicado  |

### Prêmio Açorianos
| Ano  | Categoria                | Indicação                             | Resultado |
| ---- | ------------------------ | ------------------------------------- | --------- |
| 2002 | Grupo de Música Regional | Os Serranos                           | Indicado  |
| 2002 | Disco de Música Regional | Vanera, Vanera                        | Indicado  |
| 2004 | Disco de Música Regional | Serrano, Sim Senhor                   | Indicado  |
| 2009 | DVD do Ano               | Os Serranos 40 anos - Sempre Gaúchos! | Indicado  |

Têm três discos de ouro por Isto é... Os Serranos, Bandeira dos Fortes e Os Serranos Interpretam Sucessos Gaúchos - Vol. 1.